# John Beckett
John Warburton Beckett (11 d'octubre de 1894, Londres, Anglaterra – 28 de desembre de 1964) va ser una figura destacada en la política britànica d'entreguerres, tant al Partit Laborista com als moviments feixistes.

## Primers anys
Beckett va néixer a Hammersmith, Londres, fill de William Beckett, un draper, i la seva dona Dorothy (nascuda Salmon), una dona d'ascendència jueva, nascuda en el judaisme, però va abandonar-ne la fe per casar-se amb Beckett. Segons el seu fill Francis, va ser batejat com a Jack William Beckett, però va prendre el nom de John Warburton Beckett el 1918. Va ser educat a Escola Superior de Latymer fins a l'edat de catorze anys quan el seu pare va perdre tots els seus diners en un pla dirigit pel famós estafador Horatio Bottomley i ja no podia pagar-ne les tarifes. Com a resultat, el jove John es va veure obligat a treballar com un noi dels encàrrecs. En esclatar la Primera Guerra Mundial, es va allistar al Regiment Middlesex abans de ser transferit a la Infanteria lleugera Shropshire del Rei poc després. Va ser expulsat de l'exèrcit el 1916 a causa d'un defecte cardíac.

## Carrera política
Després de servir a l'exèrcit durant la Primera Guerra Mundial, Beckett va fundar la Unió Nacional d'Exmilitars el 1918 per atendre les necessitats dels veterans de guerra (encara que finalment va ser absorbida per la posterior Legió Reial Britànica que no va aconseguir el reconeixement del Partit Laborista). En aquest moment també es va unir al Partit Laborista Independent (ILP), assegut al Consell Hackney de 1919 a 1922.
Beckett es va presentar per primera vegada al Parlament a les eleccions generals de 1923, però no va aconseguir cap cadira per Newcastle upon Tyne North. Es va convertir en el diputat laborista de Gateshead el 1924, traslladant-se a Peckham el 1929, després del qual va servir com a fuet de l'ILP. En aquests primers anys, Beckett era considerat un aliat proper de Clement Attlee, juntament amb qui havia treballat com a agent del Partit Laborista abans de la seva elecció al Parlament. Va aconseguir notorietat el 1930 quan va aixecar la maça cerimonial durant un debat dels Comuns sobre la suspensió de Fenner Brockway i se li va haver de prendre. Com a activista, Beckett es va destacar pels seus discursos ardents i apassionats. Beckett es va oposar a la formació del Govern Nacional de Ramsay MacDonald i va tornar a l'ILP el 1931, sense poder mantenir el seient, amb la votació dividida entre tres candidats «laboristes». En retirar-se de la política activa, va visitar Itàlia, on va quedar impressionat per l'estat corporatiu que s'havia establert.

## Feixisme
Beckett es va unir a la Unió Britànica de Feixistes el 1934 i en poc temps havia escalat dins del partit per convertir-se en Director de Publicacions (servint com a editor de les publicacions BUF, Action i Blackshirt, durant un temps). Va guanyar certa notorietat pel seu activisme, com quan va ser arrestat fora del palau de Buckingham durant la crisi per l'abdicació d'Eduard VIII i també per ser l'únic activista de la BUF a guanyar un cas judicial contra els seus oponents, assegurant £1.000 en danys en una demanda de calúmnia contra una organització antifeixista (encara que es va dissoldre abans que es cobrés el pagament). Beckett, però, va lluitar per tornar a connectar-se amb els seus antics partidaris de l'esquerra i el 1934, quan va tornar a Gateshead i Newcastle upon Tyne per parlar, es va trobar amb grans multituds hostils i crits de «traïdor». Es va veure obligat a cancel·lar un d'aquests compromisos de parla a prop de Newcastle el 13 de maig de 1934 quan una multitud d'uns 1.000 antifeixistes es va presentar a l'escenari on havia de parlar.
Després dels èxits inicials, la BUF va començar a trontollar i va començar a dividir-se en dues faccions, una de militarista dirigida per Neil Francis Hawkins i FM Box, i una de més política que esperava convertir les masses al feixisme liderada per Beckett i William Joyce. El 1937, Oswald Mosley va acomiadar Beckett del seu lloc assalariat, en part a causa de la falta de fons, però també a causa del creixent suport de Mosley per a l'ala Hawkins. Beckett aviat va tornar a la política en formar la Lliga Nacional Socialista juntament amb William Joyce, encara que no en va formar part durant gaire temps, ja que va deixar la Lliga el 1938, decebut per Hitler i argumentant que Joyce estava sent massa extremista en els seus rampells públics antisemites.
Mentre era una figura destacada a la Lliga, també va ser prominent al Consell Britànic contra els compromisos europeus, en un intent del vescomte Lymington d'establir un moviment general de drets oposats a la guerra amb Alemanya. Va continuar la seva estreta associació amb Lymington després de la seva partida de la Lliga, i la parella va llançar un diari, The New Pioneer, que tendia a reflectir una visió mundial fortament antisemita i proalemanya. Va deixar el diari a mitjan 1939 per convertir-se en secretari honorari del Partit Popular Britànic (BPP), un partit acabat de fundar controlat per Lord Tavistock. Després de l'esclat de la guerra, es va convertir en secretari del Consell Britànic per a l'Assentament Cristià a Europa, un grup que buscava un acord de pau ràpid.
Beckett va ser un dels principals feixistes i nacionalistes que van ser internats sota el Reglament de Defensa 18b durant la Segona Guerra Mundial. Va passar el seu internament a HM Prison Brixton, un camp d'internament a l'Illa de Man i després un altre cop a Brixton, on era traslladat cada cop que s'enfrontava als membres de la BUF amb qui va ser empresonat. Mentre estava empresonat, Beckett va rebre instruccions d'un capellà catòlic i posteriorment es va convertir al catolicisme. Va ser posat en llibertat abans del final de la guerra per problemes de salut. El fill de Beckett, Francis, considera que el seu pare va sortir de presó molt més racista i antisemita que ell, com és comú després de la detenció, i havia internalitzat la seva ira. En alliberar Beckett, no se li va permetre viure a menys de 20 milles de Londres o viatjar a més de cinc milles de casa seva, va reactivar el BPP i va representar el grup en converses amb AK Chesterton, que havia organitzat un grup que va anomenar Front Nacional després de la Victòria amb l'esperança de desenvolupar un grup d'unió nacionalista que pogués disputar les primeres eleccions de postguerra. La idea no va ser reeixida i Beckett va rebutjar la fusió.

## Activitat de postguerra
Després de la guerra, Beckett i la seva dona van estar sota vigilància constant per l'agència d'intel·ligència MI5 fins a almenys 1955, amb els seus moviments seguits i gravades converses telefòniques. Just després de la guerra, Beckett va trobar feina com a administratiu en un hospital, però va ser acomiadat a causa d'una instigació secreta de l'oficial de l'MI5 a càrrec del cas, Graham Mitchell. No va aconseguir la «feina tranquil·la i normal» que la seva dona esperava; l'única feina que va poder obtenir va ser que el seu patró, el duc de Bedford, li pagués per dirigir el neofeixista Partit Popular Britànic.
El primer paper important de Beckett a la postguerra va ser liderar una campanya de clemència per al seu antic col·lega William Joyce, que enfrontava la pena de mort per traïció. La campanya no va ser un èxit i Joyce va ser executat. El 1946, Beckett va cooperar amb un jove Colin Jordan i li va donar un lloc al consell nacional de BPP, però l'associació va durar poc, ja que Jordan aviat va convertir Arnold Leese en el seu mentor.
El 1953, el marquès de Tavistock, que llavors s'havia convertit en el 12è duc de Bedford, va morir i el BPP, que ell havia finançat, va ser dissolt. Els ingressos de Beckett van cessar (era assalariat com a líder de BPP) i el nou duc, que no compartia la política del seu pare, va voler desallotjar Beckett d'on vivia, un habitatge que era propietat de la família. Beckett va començar una revista de consells de borsa anomenada Assessorament i informació i finalment va comprar Thurlwood House, on havia estat vivint, dels administradors de la finca el 1958.
Havent venut la casa i tornat a Londres el 1962, a Beckett li van diagnosticar càncer d'estómac el 1963. Va sobreviure fins a l'any següent. Va morir el 28 de desembre i va ser incinerat.

## Vida personal
La família Beckett era originària de la zona rural de Cheshire. La seva mare era filla d'un joier jueu, la família del qual es va negar a assistir al casament. Mentre estava a l'exèrcit, Beckett va conèixer a Helen Shaw i s'hi va casar quatre dies després. La parella va tenir una filla Lesley, però es va separar a mitjan dècada de 1920 a causa de la infidelitat de Beckett.
La segona esposa va ser Kyrle Bellew, una actriu de teatre d'una coneguda dinastia d'actors. La seva vida matrimonial va ser curta, però Bellew es va negar a divorciar-se de Beckett malgrat que van viure separats durant divuit anys.
Posteriorment, va viure amb Anne Cutmore, amb qui es casaria el 1963, i el seu fill Francis Beckett va néixer el 1945. Cutmore va ser per un temps secretari de Robert Forgan a la seu de la BUF.